# Čierňavský vrch
Čierňavský vrch (1318 m n. m.) je hora ve Velké Fatře na Slovensku. Nachází se v rozsoše vybíhající západním směrem z vrchu Maďarová (1340 m). Rozsocha se zde dělí na dvě větve: jihozápadní, která směřuje k vrcholu Konská (965 m), a severozápadní, která směřuje k vrcholu Chovanová (1106 m). Severní svahy hory spadají do údolí potoka Salatín, jižní do údolí potoka Čierňava a západní do údolí pravobřežních přítoků Ľubochnianky. Čierňavský vrch leží na území Národního parku Velká Fatra.

## Přístup
Vrchol hory leží mimo značené turistické cesty.